# Mariano Alonso Alonso
Mariano Alonso Alonso (Madrid, 11 de octubre de 1899-3 de julio de 1974) fue un militar español, gobernador colonial de la Guinea Española y del Sahara, y capitán general de V Región Militar durante el franquismo.
En 1914 ingresó en la Academia de Infantería de Toledo, de donde se graduó en 1917 con el grado de teniente. En noviembre de 1920 fue destinado a la policía indígena del Protectorado español de Marruecos, hasta 1924, cuando fue ascendido a capitán. Durante estos años aprendió árabe. Entre 1930 y 1934 estudió en la Escuela Superior de Guerra y se diplomó en estado mayor. Posteriormente fue destinado a la Inspección de las Fuerzas jalifianas.
El golpe de Estado del 18 de julio de 1936 le sorprendió en Tetuán y de allí marchó a la Ifni. En mayo de 1937 fue ascendido a comandante y en julio de 1937 fue habilitado como teniente coronel. Participó activamente en la batalla de Brunete y al acabar la guerra civil española fue nombrado Delegado de Asuntos Indígenas hasta enero de 1942, cuando fue nombrado gobernador de la Guinea Española, ocupando el cargo hasta 1944. Ascendido a coronel, fue profesor en la Academia General Militar y en la Escuela Superior del Ejército. En septiembre de 1952 fue ascendido a general de brigada y en noviembre de 1956 a general de división. En julio de 1958 fue nombrado Gobernador del Sáhara español, cargo que dejó en octubre de 1961, cuando fue ascendido a teniente general y nombrado capitán general de las Islas Baleares. Dejó el cargo cuando en enero de 1963 fue nombrado Capitán general de la V Región Militar. En octubre de 1964 sustituyó Rafael García-Valiño Marcén como capitán general de la I Región Militar y ocupó el cargo hasta que pasó a la reserva en octubre de 1965. Desde entonces fue consejero de Estado en representación del Ejército de Tierra de España.